# 又吉直樹
又吉直樹（1980年6月2日—），生於日本大阪府寢屋川市，搞笑藝人、作家，也是Piece成員之一。

## 簡介
琉球族，父親為沖繩人，母親為奄美人，有兩位姊姊。
1980年出生于大阪府寢屋川市，畢業於北陽高等學校（改名為關西大學北陽高等學校）。

## 興趣
又吉直樹喜愛散步與讀書，喜愛作家太宰治、芥川龍之介、古井由吉、京極夏彦、中村文則等人。主持過「太宰治之夜」「松尾芭蕉之夜」等活動。
又吉直樹也參加同人誌即賣会。

## 作家
2015年1月7日，《文學界》2月號刊登又吉直樹中篇小說《火花》。《文學界》2月號發行量在2日後達到4萬本。。
同年3月11日，《文藝春秋》發行《火花》單行本。3月16日，發售量已經達35萬本。
4月22日，《火花》獲選第28回三島由紀夫獎候補。
6月19日，《火花》入圍第153回芥川龍之介賞。同年7月16日，《火花》與羽田圭介作品《スクラップ・アンド・ビルド》獲得第153回芥川龍之介賞